# Pimp C
Pimp C, pseudonimo di Chad Butler (Port Arthur, 29 dicembre 1973 – Hollywood, 4 dicembre 2007), è stato un rapper e produttore discografico statunitense.
Era noto per essere membro del duo Rap UGK, noti anche come Underground Kingz, assieme a Bun B.

## Biografia
L'UGK, che include anche Bun B, ebbe il suo apice del successo alla metà degli anni '90 e fece una comparsa importante nel singolo di Jay-Z "Big Pimpin" del 2000 e in quello della Three 6 Mafia, "Sippin' On Some Sizzurp", sempre del 2000. La crew ha lavorato anche con Celly Cel, C-Bo, Spice 1 e altri. Pimp C è co-proprietario della Trill Entertainment con Bun B.
Il 28 gennaio 2002 Pimp C fu condannato a otto anni di prigione per un assalto aggravato. Pimp C lanciò il suo album d'esordio, The Sweet James Jones Stories, nel marzo 2005 grazie alla Rap-A-Lot Records. Bun B e la Rap-A-Lot avevano fondato un movimento "Libera Pimp C" diffondendo la sua musica e suoi gadgets come magliette e cappellini.
Pimp C fu rilasciato il 30 dicembre 2005, dopo aver patteggiato metà della sua pena. Sarà stabilito che dovrà rimanere agli arresti domiciliari fino al dicembre del 2009.
Pimp C fu medicato per delle ferite lievi il 18 aprile 2006 dopo essere stato coinvolto in un incidente stradale dovuto a una sparatoria dopo aver lasciato il set del suo video "Pourin' Up". Un officiale della polizia di Port Arthur che stava scortando il rapper rispose al fuoco e allontanò i tiratori. Essi però ritornarono e colpirono la Bentley di Pimp C ad alta velocità.
Pimp C dichiarò che avrebbe pubblicato un album con Too $hort ad una sua apparizione su MTV.
Il 15 agosto 2006 Pimp C fu intervistato durante uno show televisivo e dichiarò di avere un album in uscita, Pimpalation. Egli diede inoltre la sua opinione su alcune faide musicali. Un punto su cui si concentrò il rapper era che i rapper devono unirsi assieme per evitare di essere assorbiti passivamente dalle case discografiche più importanti, punto già ribadito in precedenza dal rapper.
Il 4 dicembre del 2007 Pimp C fu trovato morto nella stanza che occupava all'hotel 'Mondrian' di Hollywood: la notizia fu diffusa dalla polizia di Los Angeles e successivamente confermata dalla casa discografica del cantante, la Jive Records. Secondo l'autopsia effettuata conseguentemente sull'artista, sarebbe stata un'overdose di prometazina e codeina aggravata da un'alterazione respiratoria durante il sonno, ad uccidere il rapper.

## Discografia
Album in studio
- 2005 – Sweet James Jones Stories
- 2006 – Pimpalation (The Pimp Is Free)

Album postumi
- 2010 – The Naked Soul of Sweet Jones
- 2011 – Still Pimping
- 2015 – Long Live the Pimp

Raccolta
- 2008 – Greatest Hits